# Bến xe buýt Košice
Bến xe buýt Košice (tiếng Slovakia: Autobusová stanica Košice) là một bến xe buýt tọa lạc trên Quảng trường Ga, trong khu Phố cổ của thành phố Košice, Slovakia. Địa điểm này là bến xe buýt lớn nhất ở Košice và là một trong những bến xe lớn nhất ở Slovakia.
Bến xe buýt Košice được xây dựng vào năm 1985 và được tái thiết vào năm 2004. Công ty Eurobus đã rót hơn 1 triệu euro vốn đầu tư vào bến xe buýt này.

## Miêu tả
Tòa nhà bến xe buýt nằm cạnh Văn phòng Lao động, Thương binh Xã hội và Gia đình ở Košice. Ngoài ra, bến xe buýt này cũng nằm gần nhà ga tàu hỏa ở số 9 Quảng trường Ga.
Bến xe buýt cung cấp các dịch vụ đa dạng, bao gồm hiệu thuốc, trung tâm khách hàng, cửa hàng tạp hóa, tiệm bánh pizza, cửa hàng bán thịt, nhà vệ sinh công cộng, phòng chờ, quán cà phê, và một số dịch vụ khác.
Ngoài 116 tuyến ngoại ô, bến xe buýt Košice cũng cung cấp dịch vụ vận tải từ Košice đến một số thành phố châu Âu. Các tuyến nước ngoài bao gồm:
- Mukacheve - Uzhhorod - Michalovce - Košice - Prešov - Brno - Praha
- Snina - Prešov - Košice - Rožňava - Nitra - Trnava - Bratislava - Viên
- Košice - Munich - Stuttgart - Frankfurt am Main
- Košice - Bratislava - Zürich - Geneva
- Košice - Žilina - Bologna - Florence - Roma
- Athens - Budapest - Košice - Rzesow
- Prešov - Košice - Budapest - Bratislava - Luân Đôn
- Košice - Uzhhorod
- Mukacheve - Uzhhorod - Košice
- Spišská Nová Ves - Prešov - Košice - Lučenec - Split - Makarska